# Хули-цзин

Хули-цзин — девятихвостая лисица-оборотень. Илл. из китайской энциклопедии «Гуцзинь тушу цзичэн», сер. XVIII в.

Хули́-цзи́н (кит. трад. 狐貍精, упр. 狐狸精, пиньинь húli jīng), где первые два иероглифа (húli) значат «лиса», а последний (jīng) имеет много значений, в частности, «дух», «оборотень», «хитрый/ловкий/искусный»; другое название — Ху-яо (кит. 狐妖, пиньинь hú yāo) или Яо-ху (кит. 妖狐, пиньинь yāo hú), где hú значит «лиса», а yāo имеет значения «волшебный/колдовской», «коварный/пагубный», «чарующий/соблазнительный» — волшебная лиса в китайской традиционной мифологии — лиса-оборотень, добрый или злой дух. Используется также как метафора в значении «обольстительница, искусительница, соблазнительница». Родственна японской кицунэ, корейской кумихо.

## В мифологии

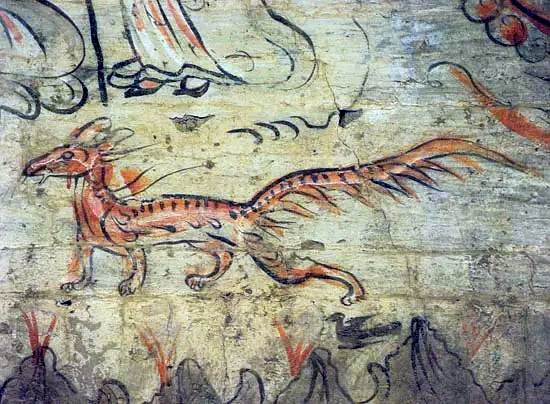
Девятихвостая лисица. Фреска из гробницы Яньцзю в округе Цзюцюань, провинция Ганьсу. V в. н. э.

Традиционно китайцы верили, что все существа могут принимать человеческий облик, приобретать волшебные свойства и бессмертие при условии того, что они найдут источник такой энергии, как например человеческое дыхание или эликсир с луны или солнца. Описание лисиц-оборотней, обладающих сверхъестественными способностями, нередко встречается в классической китайской литературе.
О необычайных свойствах лис говорится уже в «Исторических записках» (Ши Цзи) Сыма Цяня (нач. I в. до н. э.), в «Бамбуковых анналах» (Чжу шу цзи нянь, III в. н. э.) рассказывается о том, как «на тридцать седьмой год [791 г. до н. э.] одна лошадь превратилась в лису», а в анонимном «Каталоге гор и морей» (Шань хай цзин) (II в. до н. э.) сообщается о «животном, похожем на лису, но с девятью хвостами», звук голоса которого «напоминает плач ребенка», а само оно «может сожрать человека».
В одном из древнейших литературных памятников Китая, Ши цзин, или «Книге песен» (XI—VI вв. до н. э.), встречаем следующие строки:

«Край этот страшный — рыжих лисиц сторона. 

Признак зловещий — воронов стая черна.»
Философ-энциклопедист XII веке Чжу Си прокомментировал их следующим образом: 

«Лисица — зверь, приносящий несчастье, и люди опасались встречи с нею. И, если в каком-то месте нельзя было увидеть ничего, кроме них, это свидетельствует, что государство подвергается опасности и обречено на смуты».
Учёный-конфуцианец XVIII века Цзи Юнь в своих «Заметках из хижины "Великое в малом"» указывает, что о необычайных свойствах лисиц сообщали такие древние писатели, как У Цзюнь (VI в.), Чжан Чжо (VIII в.), а также авторы сборника «Тай-пин гуанцзи» (X в.), давая по поводу лисьей природы следующие пояснения:

«Люди и твари принадлежат к разным породам, а лисы находятся где-то посередине. У живых и мертвых пути различны, лисьи пути лежат где-то между ними; бессмертные и оборотни идут разными дорогами, а лисы — между ними. Поэтому можно сказать, что встреча с лисой — событие удивительное, но можно сказать и так, что встреча с лисой — дело обычное.»
В китайской мифопоэтической традиции лисы, рывшие свои норы в заброшенных могилах, считались воплощениями душ мертвецов, и системе оберегов от них придавалось особое значение. Встреча с хули-цзин, как плохое предзнаменование, не сулила человеку ничего хорошего, поэтому с пойманными оборотнями расправлялись сурово, как поступил, к примеру, герой новеллы из сборника Гань Бао «Записки о поисках духов» (330-е гг. н. э.) чиновник Чжан Хуа, распорядившийся заживо сварить разоблачённого им пятнистого лиса. Ср. также историю «Лис из старой могилы» из «Продолжения записок о поисках духов» (нач. V в. н. э.), приписываемого поэту Тао Юаньмину:

«Гу Чжань, что был родом из области У, как-то отправился на охоту. Дошел до холма и услыхал чей-то голос: „Эх! Эх! До чего же я одряхлел!“. Стал Гу Чжань с охотниками осматривать холм. На самой вершине разыскали они яму, где в стародавние времена, видно, была могила, и увидали в яме старого лиса-оборотня. Лис сидел на задних лапах, перед собой держал книгу, одну из тех, в которые обычно записывают счета, и, водя лапой по строчкам, что-то исчислял. Охотники спустили собак, и собаки затравили лиса. Когда взяли книгу и поглядели, оказалось, что это список женских имен. Против тех, с коими лис блудил, киноварью была поставлена метка. В списке было записано сто и еще несколько десятков женщин. Была среди них и дочь Гу Чжаня.»
В «История династии Цзинь» так рассказывается об известном гадателе и экзорцисте Хань Ю (ум. 312):

«В течение многих лет демон поражал болезнями дочь Аи Ши-цзэ. Колдуны-у сражались с ним, заклинали и нападали на него, в пустых могилах и среди старых городских стен поймали несколько десятков лисиц и ящериц, но болезнь не отступала. И тогда Хань Ю гадал на стеблях тысячелистника. Он приказал сделать полотняную сумку, которую, когда девушку вновь одолел приступ, он вывесил над окном. Потом он закрыл дверь и стал дуть, словно изгоняя что-то, и вскоре сумка разбухла, как будто ее наполнили воздухом; сумка лопнула, и у девушки случился еще один сильный приступ. Теперь Ю сделал уже две кожаные сумки, которые он повесил рядом на том же самом месте, что и первую; и опять они раздулись до предела. На этот раз он быстро затянул их веревками и повесил на дереве, где они в течение двадцати с лишним дней постепенно ужимались и ужимались. Когда их открыли, то обнаружили около двух цзиней лисьей шерсти. Девушка же поправилась.»
Во времена династии Тан (618—907) складывается настоящий народный культ лисицы, подтверждение чему встречается в сборнике Чжан Чжо «Полные записи о столице и окраинах» (Чао е цянь цзай), где, в частности, говорится следующее: 

«Начиная с первых годов правления династии Тан, многие в народе стали поклоняться фее-лисе, в домах приносили жертвы, чтобы ее умилостивить. Подносили человеческую еду и питье. Поклонялись стихийно. В то время бытовала поговорка: "Там, где нет лисы, нельзя деревню основать".»
Окончательно укоренилось почитание лисы в народе к XVII столетию, на исходе правления династии Мин, когда её стали считать покровительницей брака и рождения детей, причислив к четырём великим семействам (сы да мэнь или сы да цзя), куда входили четыре вида животных, обладавших волшебными свойствами. 
В китайской и японской традициях рассказы о лисе обнаруживают совпадения с европейскими средневековыми историями о суккубах, инкубах, роковых невестах. Однако в популярных новеллах китайского писателя XVII века Пу Сунлина имеются вполне безобидные истории о любви между лисицей-девушкой и красавцем-юношей, а также другие, более фривольные, любвеобильные герои которых усмиряют лисиц, насильно овладевая оборотнями после принятия ими человеческого обличья. В одном из рассказов из сборника Цзи Юня лиса-оборотень не только сожительствует с повесой-студентом, но и запросто принимает облик любой встреченной им красавицы, философствуя при этом по поводу бренности бытия.
В рассказе писателя эпохи Сун Цянь Сибо (XI в.) утверждается, что лисицы способны принимать женский облик и выходить замуж, сожительствуя со своими земными мужьями до 30 лет в качестве добрых хозяек. А в новелле его младшего современника Ли Сянь-миня «Удивительная встреча в Западном Шу» утверждается, что от связи лисы с человеком порой появляются дети, у которых, в отличие от матери, нет никаких лисьих признаков, причём подобным детям нередко уготовано великое будущее.

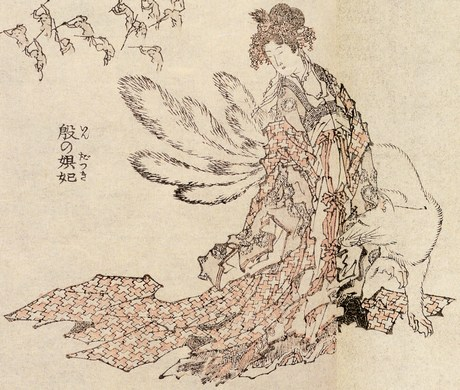
Да Цзи. Манга Хокусая из альбома «Боги и люди», 1814 г.

Чаще всего хули-цзин представляются людям в виде молодых, красивых девушек. Одной из пользующихся самой дурной славой лисиц-оборотней была Да Цзи (妲己), полулегендарная наложница последнего императора династии Шан (XI в. до н. э.). Согласно легенде, красавица-дочь генерала, она была против собственной воли выдана замуж за правителя-тирана Чжоу Синя (紂辛 Zhòu Xīn). Обиженная им однажды служанка богини Нюйва, девятихвостая лисица-оборотень, в отместку вошла в тело Да Цзи, изгнав оттуда настоящую душу наложницы. Последняя стала красивым, но опасным существом, которое охотилось на мужчин, соблазняя их и высасывая из них жизненную силу. Более того, под личиной Да Цзи лисица-оборотень и жестокий правитель придумали и осуществили много жестоких и хитроумных казней и пыток для своих подчинённых, например, заставляя их обнимать раскалённые добела железные прутья. Из-за такой невыносимой жизни подданные императора подняли мятеж, в результате чего закончилась династия Шан и началась эра правления императоров Чжоу. Позднее полулегендарный премьер-министр императора Вэня Цзян Цзыя экзорцировал духа лисы из тела Да Цзи, а богиня Нюйва наказала девятихвостую лисицу за чрезмерную жестокость.
Превращаясь в красивых и сексуальных девиц, лисы-оборотни умело соблазняют мужчин (светлое начало Ян), ради энергии (ци), крови или семени для совершенствования своих волшебных возможностей. В результате жизненная энергия человека ослабляется и нередко он умирает от истощения. Лисица же таким образом достигает высшей ступени развития и становится лисой-бессмертной (狐仙). Отсюда и современное китайское использование слова «хули-цзин» в значении «женщина-вамп», «коварная обольстительница», соблазняющая женатых мужчин ради денег и развлечений.

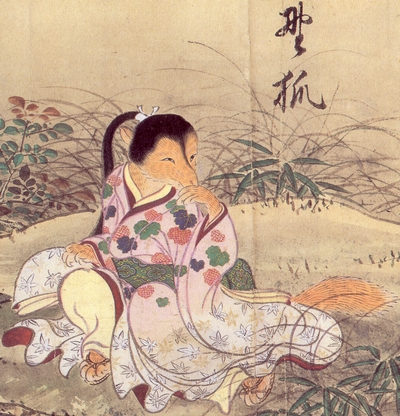
Лисица-оборотень. Рисунок из «Иллюстрированной книги сотни демонов» Суси Саваки, XVIII в.

В мужском обличье хули-цзин выступают в китайской мифологии намного реже, хотя в обработанном писателем XVII века Фэн Мэнлуном средневековом романе Ло Гуаньчжуна «Развеянные чары» рассказывается, к примеру, о лисах, способных перевоплощаться и в красавцев-обольстителей, для чего таковые берут теменную кость покойника-мужчины, кладут её себе на голову и отбивают сорок девять поклонов Луне, после чего покрывают тело древесными листьями и лепестками цветов, превращающимися в красивые одежды.
Считалось, что хули-цзин даже в человеческом облике можно распознать по её неисчезающему хвосту. (Китайская поговорка: кит. 狐貍精露尾 «лису-оборотня выдаёт хвост» значит, что коварство и хитрость всегда можно заметить по некоторым признакам.) Согласно народным китайским поверьям, ударами такого хвоста лисица-оборотень способна вызывать огонь.
Хули-цзин приписывается необычайная красота, острота ума, хитрость, коварство, ловкость и неуловимость. Поскольку в представлениях китайцев чудесные свойства животных связаны с их долголетием, основным показателем силы колдовских чар лисы-оборотня является её возраст, и в старости она обретает дар предвидения и прочие навыки, далеко превосходящие обычные возможности человека. Даосский учёный-алхимик Гэ Хун в «Баопу цзы» сообщает, что лиса, достигшая 500 лет, способна принимать вид человека. По другим данным, лисица может превращаться в женщину, прожив всего 50 лет; через 100 лет она также способна преображаться в мужчину-колдуна и узнавать о том, что происходит за тысячу ли от неё. Этот второй тип с широким диапазоном превращений наиболее часто встречается в китайских верованиях. Через 1000 лет жизни, как утверждал древнекитайский учёный Го Пу (276—324), лисице открываются законы Неба и она становится Небесной лисой — тремя звёздами в созвездии Скорпиона.
Традиционно считается, что хули-цзин живут в пещерах, любят холод и нередко сбиваются в стаи. Из еды они предпочитают мясную пищу, особенно курятину. У Цзи Юня приводится рассказ о лисице, жившей в кладовой у богатого арендатора, семью которого она регулярно предупреждала о пожаре или проникновении воров, ежегодно получая за это в награду несколько куриц и пять чарок вина.
Обладая феноменальными способностями, хули-цзин могут, в частности, резко менять окрас своей шерсти, а также длину и толщину тела, ускользая из человеческих рук и различных ловушек, как это описывается в шутливой сценке Пу Сунлина «Схватил лису». Справиться с кознями хули-цзин, тем более поймать её, да ещё и использовать в колдовских целях способны лишь опытные народные целители, или знахари, навроде сишаньского Ли Чэн-яо из другой истории Пу Сунлина «Злая тетушка Ху».
У писателя XVIII века Юань Мэя встречается сюжет о связи хули-цзин с Тайшань-няннян — богиней народных верований с горы Тайшань, которой они ежегодно сдают, подобно людям, экзамены, причём успешно сдавшие становятся студентами и изучают науки, нерадивые же так и остаются дикими лисами. В записанной вышеназванным Фэн Мэнлуном народной городской повести «Месть лиса», действие которой отнесено  ко временам восстания Ань Лушаня (755—757), фигурируют учёные лисы, владеющие старинной колдовской книгой, которую, на свою беду, отбирает у них беспутный главный герой.
Своими кознями и шутками хули-цзин причиняют много неприятностей смертным, а иногда и убивают людей. Однако они могут также помочь и поддержать человека, или проявить к нему благодарность, что, впрочем, соответствует их непредсказуемой и изменчивой природе. Порой они выступают в роли обличителей, способных карать людей за грехи, причём как телесные, подобно героине рассказа Пу Сунлина «Лисица наказывает за блуд», так и социальные, как, например, в историях из вышеназванного сборника Цзи Юня, в первой из которой поселившаяся в доме у чиновника проказница-лиса не только досаждала хозяевам, щадя за почтительность к старшим лишь бедную служанку, но и выставила в невыгодном свете местного вельможу-лицемера, а в другой прятавшаяся на чердаке у богача сердобольная лисица заступилась за несправедливо наказанную девочку-служанку.
Исследователи китайской мифологии выделяют, как минимум, три ипостаси хули-цзин, которая может быть:
1. лисой как вредоносным зверем-оборотнем;
2. лисой-феей, способной приносить как добро, так и зло;
3. лисой-праведницей, добрым вестником для людей[36].

## В популярной культуре

### В литературе
- Проделкам хули-цзин посвящена книга «Дело лис-оборотней» (2001) Хольм ван Зайчика (псевдоним российских писателей-фантастов и учёных-китаеведов Вячеслава Рыбакова и Игоря Алимова)[37].
- В «Священной книге оборотня» (2004) Виктора Пелевина рассказывается история любви древней лисы-оборотня по имени А Хули и молодого волка-оборотня[38].
- Хули-цзин фигурирует в сетевом романе Ланы Лэнц «Лиса» (2022), написанном в жанре городского фэнтези.
- В маньхуа (комиксе) И Хуань «Священная Мелодия» главная героиня Цинь Цайшэн — двухсотлетняя лисица, способная менять пол. Девятихвостые лисы в этой маньхуа представлены Цинь Цзифэем — отцом главной героини, так же способным менять пол, и её наставницей Шифу. Большая часть женских персонажей в маньхуа — женщины-оборотни, как благосклонно относящиеся к людям, так и использующие их в своих целях.

### В кино
- В 2008 году на экраны вышел китайский фильм «Крашеная кожа» (畫皮 пиньинь: huà pí), режиссёра Гордона Чэня. Сценарий основан на одной из новелл Пу Сунлина, в которой лисица-оборотень пожирает мужские сердца для поддержания своей красоты и молодости.
- Хули-цзин являются персонажами китайского телесериала «Легенда о девятихвостом лисе», или «Легенда о лисе из царства Зеленых Холмов» (Legend of Green Hill fox, 2016), в основе сюжета которого лежат новеллы Пу Сунлина. Сериал поделён на несколько частей, где каждая повествует о жизни одной из лисиц и ее судьбе.
- Лисицам-оборотням посвящён другой телесериал «Три жизни, три мира: Десять миль персиковых цветков» (2017), главной героиней которого является Бай Цянь — Белая девятихвостая лиса, королева лисьего царства.
- «Три жизни, три мира. Личный дневник» — сиквел телесериала «Три жизни, три мира: Десять миль персиковых цветков», в котором центральными персонажами становятся рыжая девятихвостая лиса Бай Фэн Цзю (племянница Бай Цянь) и бывший император Неба и Земли Дун Хуа Дицзюнь.
- В сериале «Любовь, смерть и роботы» восьмая серия первого сезона, в основе сюжета которой лежит рассказ Кена Лю «Хорошей охоты», посвящена истории китайца-механика и девушки-оборотня.

### В музыке
- В песне «Туман над Янцзы» из альбома «Песни рыбака» (2003) российской группы «Аквариум» упоминается небесная лиса: «Туман над Янцзы... душистый, как шерсть небесной лисы».
- Исполнительница Green Apelsin в своей песне «Охота на лисицу» отсылает к хули-цзин.